# اوترویل (ووژ)
اوترویل (به فرانسوی: Autreville) یک کمون در فرانسه است که در ووژ (فرانسه) واقع شده‌است. اوترویل ۱۱٫۰۹ کیلومتر مربع مساحت دارد ۳۱۲ متر بالاتر از سطح دریا واقع شده‌است.